# Каталог Ейбелла

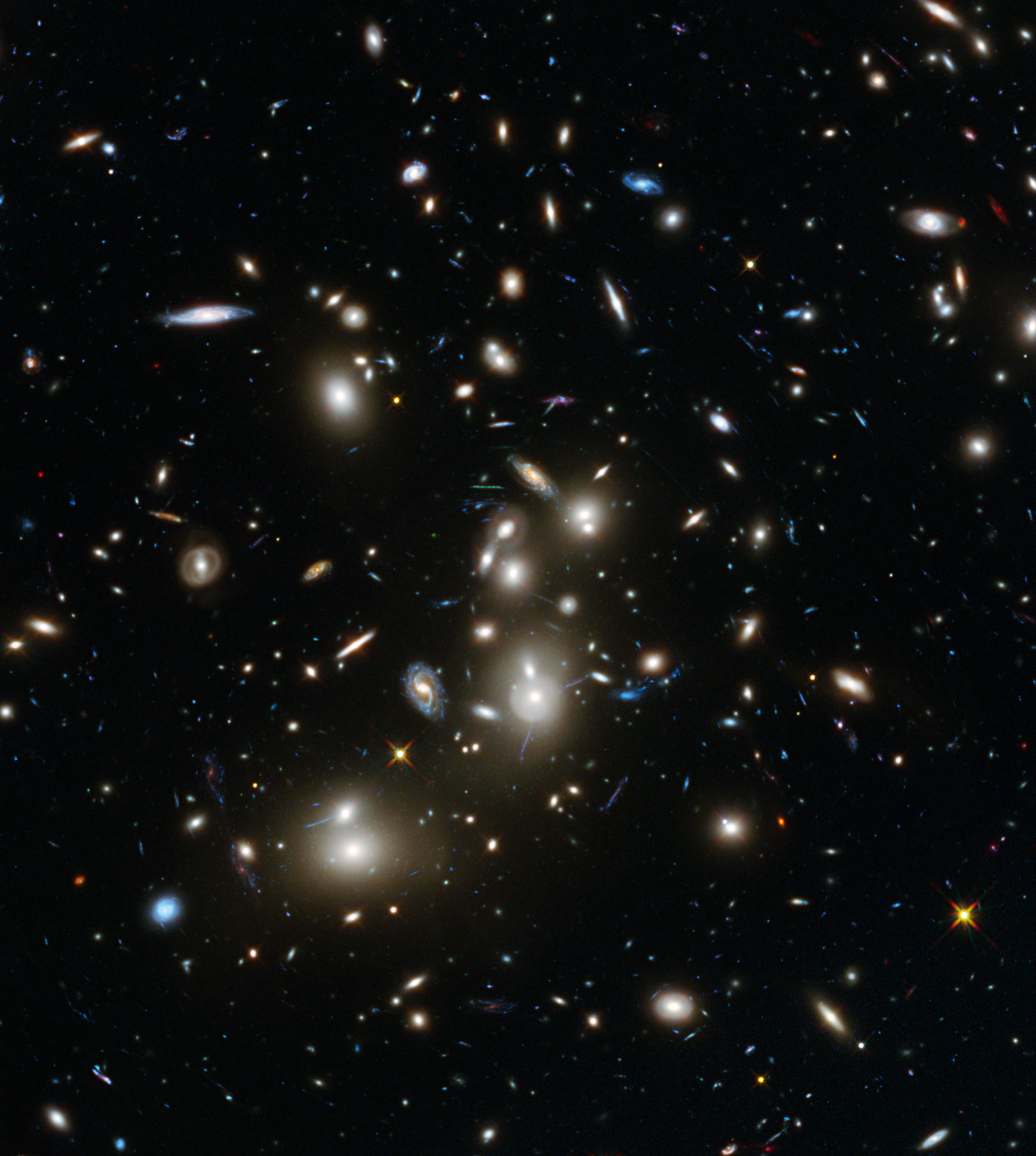
Скупчення галактик Abell 2744. Огляд телескопу Габбл «Hubble Frontier Fields view», 7 січня 2014 р.

Каталог щільних скупчень галактик Ейбелла — це загальний каталог з 4073 багатих скупчень галактик номінального червоного зсуву   z   ≤   0,2. Цей каталог розширив оригінальний «Північний огляд» Джорджа Ейбелла 1958 року, який містив 2712 скупчення, ще 1361 скупченням із тих частин південної небесної півкулі, які не були включені до попереднього огляду. Каталог опублікували 1989 року після смерті Ейбелла його співавтори Гарольд Г. Корвін і Рональд П. Оловін.
Каталог Ейбелла, і особливо його скупчення, цікаві для астрономів-аматорів як складні об'єкти для перегляду в темних місцях на великих апертурних аматорських телескопах.

## Північний огляд

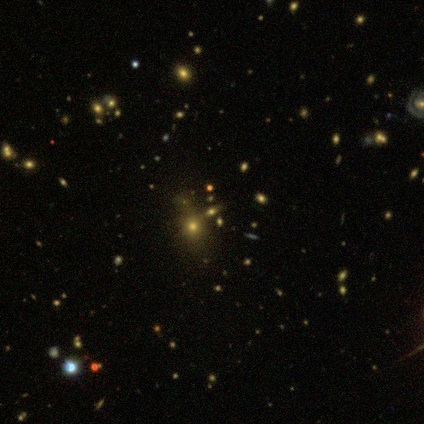
Скупчення Abell 1132

Оригінальний каталог, що містив 2712 багатих скупчення галактик, Джордж Ейбелл опублікував 1958 року. Тоді він навчався в Каліфорнійському технологічному інституті. Каталог, що входив до складу кандидатської дисертації Ейбелла, був підготовлений за допомогою візуального огляду червоних пластин 103a-E Паломарського огляду неба (POSS). А.Дж. Вілсон, один з головних спостерігачів, допомагав Ейбеллу на початкових етапах огляду, регулярно оглядаючи пластинки у міру їх створення. Після завершення огляду Ейбелл ще раз переглянув пластинки і зробив докладнішу перевірку. Обидва рази огляд проводився за допомогою 3,5× збільшувальної лінзи.
Для включення в каталог скупчення мало задовольняти чотирьом критеріям:
- Щільність: У скупченні мало бути щонайменше 50 членів у діапазоні величин від m3 до m3+2 (де m3 — зоряна величина третього за яскравістю члена скупчення). Щоб забезпечити нормальну похибку, цей критерій застосовувався не суворо, і в остаточний каталог було включено багато скупчень з кількістю членів меншою за п'ятдесят (хоча вони були виключені з супутнього статистичного дослідження Ейбелла). Ейбелл розділив кластери на шість «груп щільності», залежно від кількості галактик у скупченні, які потрапляли в межі величини від m3 до m3+2 (середня кількість галактик на одне скупчення для всього каталогу — 64):
  - Група 0: 30–49 галактик
  - Група 1: 50–79 галактик
  - Група 2: 80–129 галактик
  - Група 3: 130—199 галактик
  - Група 4: 200—299 галактик
  - Група 5: більше 299 галактик
- Компактність: Скупчення мало бути достатньо компактним, щоб п'ятдесят або більше його членів лежали в межах одного «радіуса підрахунку» від центру скупчення. Цей радіус, тепер відомий як «радіус Ейбелла», може бути визначений як 1,72/z кутових хвилин, де z — червоний зсув скупчення, або 1,5h−1 Мпк, де стала Хаббла вважається H0 = 100 км с−1 Мпк−1 і h є безвимірний параметр масштабу, який дорівнює h = H0/100 і зазвичай приймає значення в діапазоні від 0,5 до 1. Точне значення радіуса Ейбелла залежить від величини, взятої для цього параметра h. Для h = 0,75 (те саме, що H0 = 75 км с−1 Мпк−1), радіус Ейбелла становить 2 мегапарсеки. Це більш ніж удвічі перевищує оцінку, яку давав Ейбелл 1958 року, коли вважалося, що H0 може досягати значень 180 км с−1 Мпк−1.
- Відстань: номінальний червоний зсув скупчення мав бути у межах від 0,02 до 0,2 (тобто швидкість віддалення — між 6000 і 60 000 км/с). Якщо вважати, що H0 = 180 км с−1 Мпк−1, ці значення відповідають відстаням приблизно 33 і 330   Мпк відповідно; але якщо використовуючи сьогоднішню оцінку для H 0 (близько 71 км с−1 Мпк−1), верхня і нижня межі фактично встановлені на рівні 85 і 850   Мпк. Відтоді було показано, що багато скупчень каталогу більш віддалені: деякі з них перебувають на відстані до z = 0.4.   (близько 1700   Мпк). Ейбелл розділив скупчення на сім «груп відстані» відповідно до зоряної величини десятого за яскравістю члена скупчення:
  - Група 1: mag 13.3–14.0
  - Група 2: mag 14.1–14.8
  - Група 3: mag 14.9–15.6
  - Група 4: mag 15.7–16.4
  - Група 5: mag 16.5–17.2
  - Група 6: mag 17.3–18.0
  - Група 7: mag> 18.0
- Галактична широта: Області неба поблизу площини Чумацького Шляху були виключені з дослідження, оскільки щільність зір у цих площинах (не кажучи вже про міжзоряне поглинання) ускладнювало визначення скупчень галактик. Як і критерій щільності, цей критерій також застосовувався не дуже строго: кілька скупчень поблизу Галактичної площини включені в каталог, якщо Ейбелл був впевнений, що вони були справжніми скупченнями, які відповідають іншим критеріям.

У першому виданні каталогу скупчення були перераховані в порядку зростання прямого піднесення. Екваторіальні координати (пряме піднесення і схилення) були дані для рівнодення 1855 р. (епоха Боннського огляду) і галактичних координат за 1900 р.
Також для кожного скупчення вказано наступне:
- ступінь прецесії скупчення;
- видима зоряна величина десятого за яскравістю члена скупчення;
- група відстані скупчення;
- група щільності скупчення.

## Південний огляд

Північна частина галактичного скупчення Abell 1758.

Покриття неба каталогом 1958 року було обмежене схиленнями північніше від –27°, що є початковою південною межею POSS. Щоб виправити цей та інші недоліки, оригінальний каталог був перероблений і доповнений додатковим каталогом «Південний огляд» щільних скупчень галактик з тих частин південної небесної півкулі, які не були включені до оригінального каталогу.
Південний огляд додав до оригінального Північного огляду Ейбелла ще 1361 щільне скупчення. У дослідженні використовувалися глибокі пластини IIIa-J дослідження Southern Sky Survey (SSS). Ці фотографічні пластини були зроблені за допомогою телескопа Шмідта (Велика Британія) в обсерваторії Сайдинг-Спрінг (Австралія) у 1970-х роках. Ейбелл почав огляд під час академічної відпустки в Единбурзі 1976 р. Там йому допомагав Гарольд Дж. Корвін з Единбурзького університету, який продовжував працювати над каталогом до 1981 року, коли він перейшов до Департаменту астрономії Техаського університету. До того часу близько половини огляду було завершено. Проміжна праця про Південний огляд була зачитана на симпозіумі 1983 року, приблизно за місяць до смерті Ейбелла; складання каталогу завершив Рональд П. Оловін з Університету Оклахоми і його було видано 1989 р.
Ейбелл і Корвін працювали з оригінальними пластинами, що зберігалися в Королівській обсерваторії в Единбурзі, і візуально сканували пластини за допомогою 3-кратної ширококутної лупи; Оловін використовував високоякісні копії пластин, які він переглядав візуально за допомогою 7-кратної збільшувальної лінзи й автоматично підсвічуваного дигітайзера.
Критерії Ейбелла для включення в Північний огляд було збережено, як і класифікацію «щільності» та відстані Ейбелла, але класи відстані визначали вже за червоним зсувом, а не за величиною. Як і раніше, скупчення включали, якщо вони мали щонайменше тридцять яскравих галактик, оскільки, як було підраховано, це виключало можливість пропустити справді щільні скупчення (тобто скупчення з принаймні п'ятдесятьма яскравими членами). Південний огляд зберіг систему позначень, розроблену Ейбеллом в його оригінальному каталозі, з номерами від 2713 до 4076 (каталог містить три дублікати записів: A3208 = A3207, A3833 = A3832 і A3897 = A2462). Екваторіальні координати взяті для рівнодення 1950 і 2000 рр., а галактичні координати обчислювалися з екваторіальних координат 1950 року.
Оригінальний каталог Ейбелла — переглянутий, виправлений та оновлений — опубліковано 1989 року, як і Додаток Ейбелла — додатковий каталог із 1174 скупчень з Південного огляду, які були недостатньо щільними або надто віддаленими для включення до основного каталогу.

## Формат
Стандартним форматом, який застосовується для позначення скупчень Ейбелла, є Abell X, де X = 1 до 4076, наприклад Abell 1656.
Альтернативні формати: ABCG 1656; AC 1656; ACO 1656; А 1656 і А1656. Сам Ейбелл віддавав перевагу останньому, але останнім часом серед професійних астрономів кращим форматом вважають ACO 1656 і він є одним з рекомендованих Астрономічним центром Страсбурга (див. SIMBAD).

## Члени
Деякі варті уваги члени каталогу Ейбелла:
- Abell S373, скупчення Печі
- Abell 426, скупчення Персея
- Abell 1367, скупчення Лева
- Абелл 1656, скупчення Волосся Вероніки
- Abell 2151, скупчення Геркулеса
- Abell 2744, скупчення Пандори
- Abell 3526, скупчення Кентавра

Приблизно 10 % скупчень Ейбелла при червоному зсуві z <0,1 не є справжніми щільними скупченнями, а, скоріше, результатом накладення розріджених скупчень. Надзвичайно велике і надзвичайно щільне скупчення галактик у сузір'ї Діви не було включене до каталогу Ейбелла, оскільки воно вкриває надто велику площу неба, щоб потрапити на одну фотографічну пластину.